# Joseph Xaupí

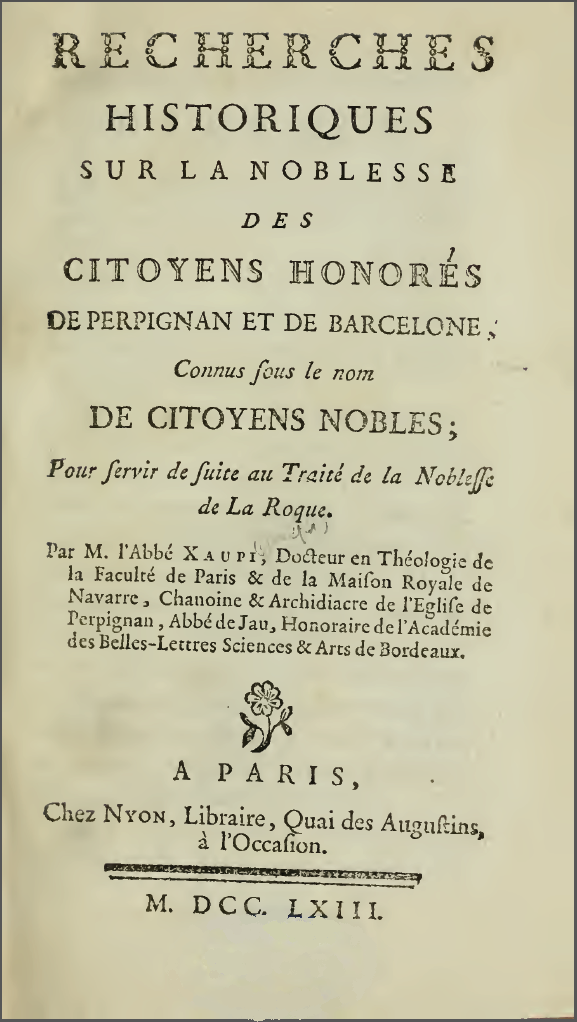
1763-as művének címlapja

Joseph Xaupi (Perpignan, 1688. március 10. – Párizs, 1778. december 7.) francia író és tudós, Xaupí abbéja, Párizsban a teológiai kar dékánja. A janzenizmus eszméivel szimpatizált, ezért ellentétbe került társaival. Aktív tagja volt Marie Anne Doublet irodalmi szalonjának. Egy kocsiútja során a lábát törte és ennek következtében halt meg.
Recherches historiques sur la noblesse des citoyens honorés de Perpignan et de Barcelone, connus sous le nom de citoyens nobles: pour servir de suite au Traité de la noblesse de La Roque (Párizs, 1763) című művében többször idézte Gilles-André de La Roque 1678-as művét, foglalkozott a lovagság eredetével, a perpignani és a barcelonai polgárság kiváltságaival, címereivel és közölt családfa-töredékeket is.

## Művei
- Oraison funèbre de Louis XIV (1746)
- Dissertation sur l’Église de St. André (Bordeaux, 1751)
- Dissertation sur le prétendu épiscopat de Gabriel de Grammont en 1629
- Recherches historiques sur la noblesse des citoyens honorés de Perpignan et de Barcelone (1763)